# Белагаський сільський округ (Жаксинський район)
Белага́ський сільський округ (каз. Белағаш ауылдық округі, рос. Белагашский сельский округ) — адміністративна одиниця у складі Жаксинського району Акмолинської області Казахстану. Адміністративний центр та єдиний населений пункт — село Белагаш.
Населення — 869 осіб (2021; 1149 у 2009, 1223 у 1999, 1269 у 1989).
Станом на 1989 рік існувала Белагаська сільська рада (село Белагаш).